# Pozo Bueno
Pozo Bueno es una pedanía perteneciente al municipio de Chinchilla de Montearagón, en Albacete (España).
Está situada junto a la autovía de Murcia, al sur de Chinchilla de Montearagón. Según el Instituto Nacional de Estadística, tiene una población de 79 habitantes (2022).